# Tkalci
Tkalci falu Horvátországban Krapina-Zagorje megyében. Közigazgatásilag Krapina községhez tartozik.

## Fekvése
Krapina központjától 1 km-re délnyugatra, a város határában, az A2-es autópálya mellett fekszik.

## Története
A falu kápolnájának legrégibb részét a szentélyt a kutatások szerint a 15. század végén, vagy a 16. század elején építették, eredetileg gótikus stílusban. A többi részét a 16. század második felében építették hozzá.
A kápolnát 1639-ben említik először. Nem sokkal később új boltozatot kapott. Az egyházi vizitáció 1677-ben feljegyzi, hogy a kápolna falazott, átriummal rendelkezik, két kis kapuja és fából ácsolt kórusa van. A bejárat felett emelkedik a harangtorony, benne egy haranggal. 1746-ban a harangtornyot magasították, majd 1756-ban alsó részéhez sekrestyét építettek. 1768-ban a fa mennyezetet újították meg. Az 1775-ös földrengésben valószínűleg súlyosan megsérült, mert újjá kellett építeni. Az épületet, mely ekkor nyerte el jelenlegi formáját 1786-ban szentelték újra.
A falunak 1857-ben 242, 1910-ben 285 lakosa volt. Trianonig Varasd vármegye Krapinai járásához tartozott. 2001-ben a falunak 406 lakosa volt.

## Nevezetességei
A Háromkirályok tiszteletére szentelt kápolnája középkori eredetű, ma elhagyatott, romos állapotú. A kápolna romja a Tkalci-domb tetején, egy kiemelkedő helyen található. A harangtorony 2009 elején történt lebontásáig uralta Korpona környékének látképét. A nyolcvanas években a kápolna még tető alatt volt, egy sokszögű szentélyből és egy ugyanolyan széles, hosszúkás hajóból, valamint a déli oldalon magasodó harangtoronyból állt. A 16. század második felében épített eredeti kápolnához kőoszlopos előcsarnok épült. Régen temető volt mellette. 1980-ban a 15. és 16. században vert ezüst- és réz pénzérméket találtak itt.

## Külső hivatkozások
Krapina város hivatalos oldala